# Masasteron queensland
Masasteron queensland là một loài nhện trong họ Zodariidae.
Loài này thuộc chi Masasteron. Masasteron queensland được Barbara C. Baehr miêu tả năm 2004.